# Museumhaven Gouda

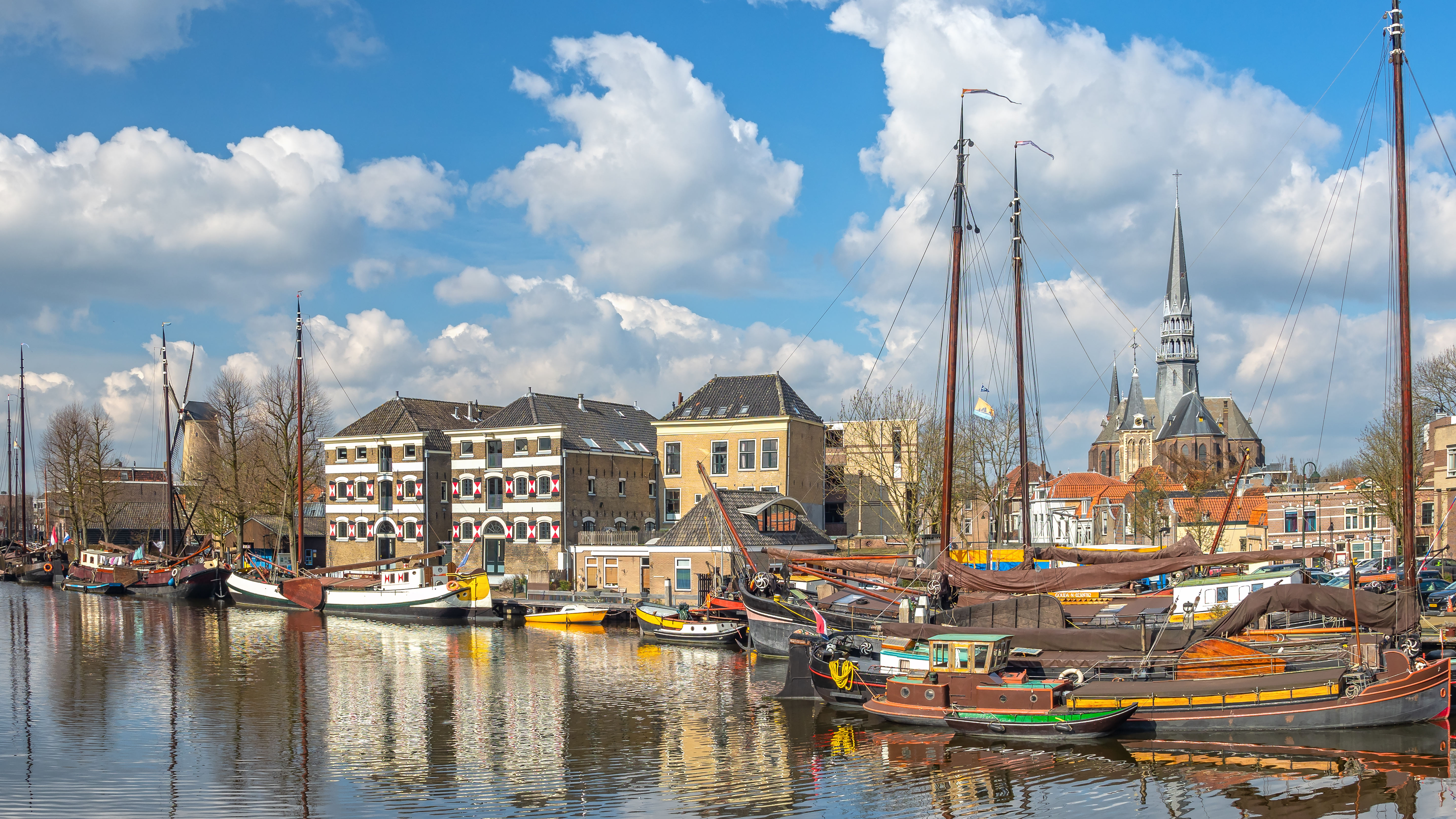
Schepen in de museumhaven

De Museumhaven Gouda, is een museum voor historische transportschepen in de binnenstad van de stad Gouda. Veel van de aanwezige schepen dateren van rond 1900 en waren geschikt voor de vaart over de Zuiderzee, de Waddenzee en langs de kust. De schepen zijn van velerlei type en komen uit alle delen van Nederland.
Er zijn twintig vaste ligplaatsen en enkele plaatsen voor passanten met oude schepen. Een centraal informatiepaneel en een informatiebordje bij elk schip informeert de bezoekers. In de haven liggen onder andere de schepen 'Blijde Aankomst', 'Johanna', 'Regina', 'Hoop doet Leven' en 'Vriendschap van Selzaete'.
Aan het Werfhuys en 't IJsselhuys door de ANWB verklarende tekstbordjes geplaatst.
't IJsselhuys biedt onderdak aan horeca en voorlichtingsmateriaal over de schepen. Bij het Werfhuys zijn oude materialen en oude technieken te zien. Vaak zijn schippers bezig met restauratiewerkzaamheden aan hun schip of onderdelen daarvan; als het even kan op de oorspronkelijke manier en met gebruikmaking van oorspronkelijke materialen.